# Под кайфом и в смятении
«Под кайфом и в смятении» (англ. Dazed And Confused) — художественный фильм 1993 года режиссёра и сценариста Ричарда Линклейтера. В съёмках участвовали несколько будущих звёзд. Назван по одноимённой песне Led Zeppelin, не звучащей в картине, так как Led Zeppelin обычно не дают разрешения на использование своих песен в кинофильмах.
При бюджете в 6,9 млн долларов картина собрала в прокате менее 8 млн долларов.
6 июня 2006 года в серии Criterion Collection вышло двухдисковое «подарочное» издание (только для США и Канады).
В 2002 году Квентин Тарантино назвал его 10-м лучшим фильмом всех времён в опросе. Он занял третье место в списке журнала Entertainment Weekly из 50 лучших фильмов о старшей школе.

## Сюжет
В фильме рассказываются несколько историй, происходивших в последний день школьных занятий в мае 1976 года в небольшом городке в Техасе. Сюжет вращается вокруг жизни нескольких школьников старших классов вместо того, чтобы сосредоточиться на каком-то одном герое — приём, уже применявшийся режиссёром в его предыдущей работе, в фильме «Халявщик».

## В ролях
- Джейсон Лондон — Рэндалл «Пинк» Флойд
- Уайли Уиггинс — Митч Крамер
- Саша Дженсон — Дон Доусон
- Мишель Берк — Джоди Крамер
- Кристин Харнос — Кей Фолкнер
- Рори Кокрейн — Рон Слейтер
- Бен Аффлек — Фред О’Баннион
- Адам Голдберг — Майк Ньюхаус
- Энтони Рэпп — Тони Олсон
- Марисса Рибизи — Синтия Данн
- Кэтрин Аврил Моррис — Джулия Симмс
- Мэтью МакКонахи — Дэвид Вудерсон
- Шон Эндрюс — Кевин Пикфорд
- Коул Хаузер — Бенни О’Доннелл
- Милла Йовович — Мишель Берроуз
- Джои Лорен Адамс — Симона Керр
- Кристин Инохоса — Сабрина Дэвис
- Паркер Поузи — Дарла Маркс
- Дина Мартин — Шавон Райт
- Ники Кэтт — Клинт Бруно
- Эстебан Пауэлл — Карл Бернетт
- Джейсон О. Смит — Мелвин Спиви
- Марк Вандермейлен — Томми Хьюстон
- Джереми Фокс — Хиршфельдер
- Рене Зеллвегер — Неси Уайт

## Производство
Съёмки проводились в Остине.
Существенное внимание в фильме уделено деталям, характерным для того периода и местоположения, в особенности автомобилям, сленгу и музыке — в саундтрек вошли столпы рок-музыки того времени. Также подмечается чувство меланхолии, характерное для подростков тех годов, «опоздавших» к грандиозным событиям поздних шестидесятых.
Отсутствие структурированного сюжета и недемонизированное отображение употребления марихуаны привело к ассоциации фильма с наркотической субкультурой.

## Саундтрек
Саундтрек к фильму вышел 28 сентября 1993 года на The Medicine Label. На диск не вошли песни: «Hurricane» Боба Дилана, «Hey Baby» Теда Ньюджента и «Sweet Emotion» группы Aerosmith, хотя они звучат в фильме. Также на диске отсутствует песня «The Alien Song (For Those Who Listen)», которую в фильме исполняет Милла Йовович.
| №                   | Название                     | Исполнитель         | Длительность |
| ------------------- | ---------------------------- | ------------------- | ------------ |
| 1.                  | «Rock and Roll, Hoochie Koo» | Rick Derringer      | 3:44         |
| 2.                  | «Slow Ride» (Single version) | Foghat              | 3:58         |
| 3.                  | «School’s Out»               | Alice Cooper        | 3:29         |
| 4.                  | «Jim Dandy»                  | Black Oak Arkansas  | 2:42         |
| 5.                  | «Tush»                       | ZZ Top              | 2:17         |
| 6.                  | «Love Hurts»                 | Nazareth            | 3:53         |
| 7.                  | «Stranglehold»               | Ted Nugent          | 8:24         |
| 8.                  | «Cherry Bomb»                | The Runaways        | 2:19         |
| 9.                  | «Fox on the Run»             | Sweet               | 3:26         |
| 10.                 | «Low Rider»                  | War                 | 3:13         |
| 11.                 | «Tuesday’s Gone»             | Lynyrd Skynyrd      | 7:32         |
| 12.                 | «Highway Star»               | Deep Purple         | 6:08         |
| 13.                 | «Rock and Roll All Nite»     | KISS                | 2:57         |
| 14.                 | «Paranoid»                   | Black Sabbath       | 2:47         |
| Общая длительность: | Общая длительность:          | Общая длительность: | 56:56        |

## Оценки
В опросе британского журнала Sight & Sound режиссёр Квентин Тарантино назвал фильм в числе лучших, по его мнению, двенадцати фильмов всех времён.
Фильм получил положительные отзывы критиков.
На сайте Rotten Tomatoes, он имеет рейтинг 91 %, на основании 57 рецензий критиков, со средневзвешенной оценкой 7,76 из 10. Критический консенсус сайта гласит: «Отличный актёрский состав, точное представление о 1970-х годах и потрясающий саундтрек „Dazed and Confused“ — это забавный, ласковый и ясный взгляд на жизнь в старшей школе».
На сайте Metacritic фильм набрал 78 баллов из 100, что основано на 19 отзывах, что указывает на «в целом благоприятные» отзывы.
Кинокритик Роджер Эберт присудил фильму три звезды из четырёх.